# Дроздов, Николай Иванович
Никола́й Ива́нович Дроздо́в (род. 21 августа 1947, село Черниговка, Прохладненский район, Кабардино-Балкарская АССР, СССР) — советский и российский историк, археолог, педагог, организатор научных коллективов по истории и археологии. Доктор исторических наук, профессор, действительный член РАЕН. Заслуженный деятель науки Российской Федерации.
В 1997—2012 годах — ректор Красноярского государственного педагогического университета имени В. П. Астафьева. Главный редактор и один из авторов «Енисейского энциклопедического словаря».

## Биография
Родился 21 августа 1947 года в селе Черниговка Кабардино-Балкарской АССР, где провёл детские и юношеские годы, начал трудовую деятельность в родном колхозе.
В 1964 году окончил ПТУ №4 в Ангарске Иркутской области и пошёл работать на Ангарский электролизный химический комбинат. Позже окончил техникум физической культуры в Иркутске. Профессионально занимался велосипедным спортом, мастер спорта СССР по велоспорту. В 1968 году поступил на исторический факультет Иркутского государственного университета.
После окончания университета в 1973 году становится научным сотрудником Красноярского краеведческого музея, куда был направлен по распределению, и одновременно — преподавателем на историческом факультете Красноярского государственного педагогического института. С 1976 года становится штатным сотрудником кафедры отечественной истории КГПИ в должности старшего преподавателя.
С 1978 года обучался в очной аспирантуре в Институте истории, филологии и философии СО АН СССР. В 1981 году защитил диссертацию на соискание учёной степени кандидата исторических наук по теме «Каменный век Северного Приангарья» под научным руководством Г. И. Медведева (специальность 07.00.06 — Археология).
В 1982—1985 годах — заместитель декана исторического факультета КГПИ. С 1986 по 2012 год был заведующим кафедрой отечественной истории КГПИ. Одновременно с этим, в 1987—2021 годах возглавял лабораторию археологии и палеогеографии Средней Сибири Института археологии и этнографии СО АН СССР при Красноярском научном центре СО АН СССР.
В 1992 году в Институте археологии и этнографии СО РАН защитил диссертацию (в форме научного доклада) на соискание учёной степени доктора исторических наук по теме «Этапы развития каменного века в плейстоцене средней Сибири». В качестве официальных оппонентов выступили доктора исторических наук, профессора М. П. Аксёнов и И. И. Кириллов, доктор геолого-минералогических наук, профессор С. А. Архипов, а ведущей организацией — Алтайский государственный университет.
В декабре 1997 года был избран ректором Красноярского государственного педагогического университета. Переизберался на этот пост в 2002 и 2007 годах. В 2010 году был избран председателем Совета ректоров вузов Красноярского края. 7 августа 2012 года коллектив университета написал открытое письмо о выборах ректора в адрес премьер-министра России Дмитрия Медведева и министра образования Дмитрия Ливанова, в котором просил рассмотреть возможность продления полномочий Дроздова до окончания срока его контракта 26 ноября 2012 года или назначения на должность исполняющего обязанности ректора одного из действующих проректоров, но 21 августа 2012 года Дроздов был все же отправлен в отставку министерством образования Российской Федерации в связи с достижением 65-летнего возраста.
После отставки с поста ректора некоторое время продолжал работать на кафедре отечественной истории КГПУ им. В. П. Астафьева. В 2013 году стал директором Красноярского филиала Университета Российской академии образования и заведующим кафедрой гуманитарных и социальных дисциплин Красноярского государственного художественного института.
С 2017 года — профессор кафедры истории России Гуманитарного института Сибирского федерального университета, а с 2021 года — одновременно руководитель Центра исторической регионалистики Енисейской Сибири Сибирского федерального университета.

### Политическая деятельность
В 2001 году на выборах в Законодательное собрание Красноярского края был зарегистрирован в общекраевом списке избирательного блока «Надежда и опора», однако позже заявил о выходе из данного блока. В 2004—2007 годах — депутат Законодательного собрания Красноярского края от «Северной партии».

### Научная деятельность
Николай Иванович Дроздов — организатор написания более 300 научных работ (в публикациях выступает в качестве соавтора авторского коллектива, учитывая роль одного из организаторов исследований), в том числе более 20 монографий. Круг научных интересов — организация исследований по археологии каменного века Северной Азии, палеоэкологии древнего человека и истории первоначального заселения Азии и Северной Америки.
В 1977 году основал краевой лагерь «Юный археолог», действующий до настоящего времени.

### Уголовное дело
Уголовное дело было возбуждено 7 мая 2015 года по признакам преступления, предусмотренного ч. 3 ст. 160 УК РФ (присвоение или растрата чужого имущества). «По предварительной версии следствия, весной 2012 года тогда ещё ректор КГПУ Николай Иванович Дроздов от имени вуза заключил договор с коммерческой организацией о награждении его орденом имени К. Ушинского, а также о размещении имиджевых материалов об этом на двух сайтах в сети Интернет. Стоимость услуг по договору составила 61 тысячу 500 рублей, которые были перечислены из внебюджетного фонда университета на цели, не предусмотренные Уставом вуза. Церемония награждения состоялась в городе Москве, куда выезжал представитель университета. В настоящее время проводится комплекс необходимых следственных действий, направленных на установление всех обстоятельств совершенного преступления. Расследование уголовного дела продолжается».

## Личная жизнь
Женат. Имеет сына. Увлекается природой и путешествиями.

## Награды
- Премия Правительства Российской Федерации в области образования (2001).[8]
- Почётное звание «Заслуженный деятель науки Российской Федерации» (2003)[9].
- Орден Почёта (2008)[10].
- Орден имени К. Ушинского (2012).
- Заслуженный работник образования Республики Тыва
- Заслуженный педагог Красноярского края.

В 2005, 2009, 2011 и 2012 годах по решению Независимого общественного совета конкурса «Золотая медаль: Европейское качество» КГПУ им. В. П. Астафьева становился лауреатом конкурса в номинации «100 лучших вузов России», а ректор Дроздов Н. И. награждался почетным знаком «Ректор года».

## Научные труды

### Монографии
- Дроздов Н. И., Васильевский Р. С., Бурилов В. В. Археологические памятники Северного Приангарья. Новосибирск, 1988. 224 с.
- Дроздов Н. И., Гендин А. М., Сергеев М. И., Бордуков М. И., Майер Р. А. Региональные проблемы подготовки и функционирования педагогических кадров в новых условиях. Красноярск, 1999. 260 с.
- Дроздов Н. И., Гендин А. М., Бордуков М. И., Майер Р. А., Сергеев М. И. Условия и факторы формирования здорового образа жизни будущих учителей. Красноярск, 2003. 296 с.
- Дроздов Н. И. и др. Сибирский характер как ценность. Том 1. Красноярск, 2004. 256 с.
- Дроздов Н. И. и др. Результаты полевых исследований российско-монгольской комплексной экспедиции в 2001 г. Красноярск, 2004. 182 с.
- Дроздов Н. И. и др. Палеолит Енисея. Лиственка. Красноярск, 2005. 184 с.
- Дроздов Н. И., Гендин А. М., Сергеев М. И., Майер Р. А., Бордуков М. И. Качество подготовки педагогических кадров и актуальные проблемы повышения их квалификации (социологический анализ). Красноярск, 2005. 316 с.
- Дроздов Н. И., Чеха В. П., Хазартс П. Геоморфология и четвертичные отложения Куртакского геоархеологического района (Северо-Минусинская впадина). Красноярск, 2005. 111 с.
- Дроздов Н. И. и др. Сибирский характер как ценность. Том 2. Красноярск, 2007. 296 с.
- Дроздов Н. И., Чеха В. П., Артемьев Е. В., Хазартс П. Археология и четвертичные отложения Куртакского геоархеологического района. Красноярск, 2007. 136 с.
- Дроздов Н. И., Гендин А. М., Аверин С. П., Сергеев М. И. Социологический мониторинг повышения квалификации педагогических кадров в Красноярском ИПКРО. Красноярск, 2008. 252 с.
- Дроздов Н. И. Духовно-нравственное становление сибиряков: исторические предпосылки. Красноярск, 2008. 224 с.
- Дроздов Н. И. и др. Сибирский характер как ценность. Том 3. Красноярск, 2009. 324 с.
- Дроздов Н. И., Гендин А. М., Сергеев М. И. Студенты педагогического вуза о качестве своей подготовки к учительской деятельности и профессиональных планах. Красноярск, 2010. 268 с.
- Дроздов Н. И., Мальцев В. А. Мировоззрение и нравственность. Красноярск, 2010. 500 с.
- Дроздов Н. И. и др. Сибирский характер как ценность. Том 4. Красноярск, 2011. 248 с.
- Дроздов Н. И., Гендин А. М., Взляева Е. В. Образовательные ценности старшеклассников и социокультурный контекст их формирования и реализации. Красноярск, 2012. 288 с.
- Дроздов Н. И. и др. Красноярск: от прошлого к будущему. Красноярск, 2013. 640 с.
- Дроздов Н. И. и др. Теоретико-методологические основания готовности выпускников университетского комплекса к инновационной деятельности. Красноярск, 2014. 256 с.
- Дроздов Н. И. и др. Сибирский характер как ценность. Том 5. Красноярск, 2014.
- Дроздов Н. И. и др. Теория и технологии развития личности в образовании. Москва, 2020. 140 с.
- Дроздов Н. И. и др. Позднепалеолетическая стоянка Афонтова гора II: итоги мультидисциплинарных исследований 2014 года. Новосибирск, 2021. 260 с.
- Дроздов Н. И., Андюсев Б. Е. Духовно-нравственный портрет русских старожилов Сибири. Красноярск, 2022. 240 с.

### Справочно-энциклопедические издания
- Дроздов Н. И. и др. Енисейский энциклопедический словарь. Красноярск, 1998. 735 с.
- Дроздов Н. И. и др. Красноярск: этапы исторического пути. Красноярск, 2003. 560 с.
- Дроздов Н. И., Федорченко В. И. Министерство народного просвещения Российской империи в лицах: 1802—1917 годы. Красноярск, 2005. 389 с.

### Учебные пособия
- Дроздов Н. И., Быконя Г. Ф., Шейнфельд М. Б., Мешалкин П. М. История Красноярского края. Красноярск, 1981. 144 с.
- Дроздов Н. И. и др. Проблемы научной экспертизы и практики изучения геоархеологических объектов Байкальской Сибири. Красноярск—Иркутск—Улан-Удэ, 1996. 53 с.
- Дроздов Н. И., Артемьев Е. В. Новые страницы в изучении палеолита Афонтовой горы. Москва, 1997. 56 с.
- Дроздов Н. И., Чеха В. П., Артемьев Е. В., Хазартс П., Орлова Л. А. Четвертичная история и археологические памятники Северо-Минусинской впадины. Красноярск, 2000. 77 с.
- Дроздов Н. И., Гендин А. М., Сергеев М. И., Бордуков М. И., Майер Р. А. Формирование здорового образа жизни студентов (социокультурный анализ). Красноярск, 2004. 316 с.
- Дроздов Н. И., Артемьев Е. В., Безруких В. А., Быконя Г. Ф., Федорова В. И. Красноярье: пять веков истории. Том 1. Край с древнейших времён до 1916 года. Красноярск, 2005. 240 с.
- Дроздов Н. И. и др. Красноярье: пять веков истории. Том 2. Край с 1917 по 2006 годы. Красноярск, 2006. 256 с.
- Дроздов Н. И., Гендин А. М., Сергеев М. И. Профессиональная подготовка учительских кадров в педагогическом вузе. Красноярск, 2007. 348 с.
- Дроздов Н. И. и др. Красноярье: пять веков истории. Том 3. Города и районы Красноярского края. Красноярск, 2008. 448 с.
- Дроздов Н. И., Мальцев В. А. Методология духовно-нравственного воспитания в светском образовательном учреждении. Красноярск, 2011. 432 с.
- Дроздов Н. И., Гендин А. М., Сергеев М. И. Подготовка учителя в педагогическом вузе по оценке студентов. Красноярск, 2011. 192 с.